# Oleksandr Bilasch

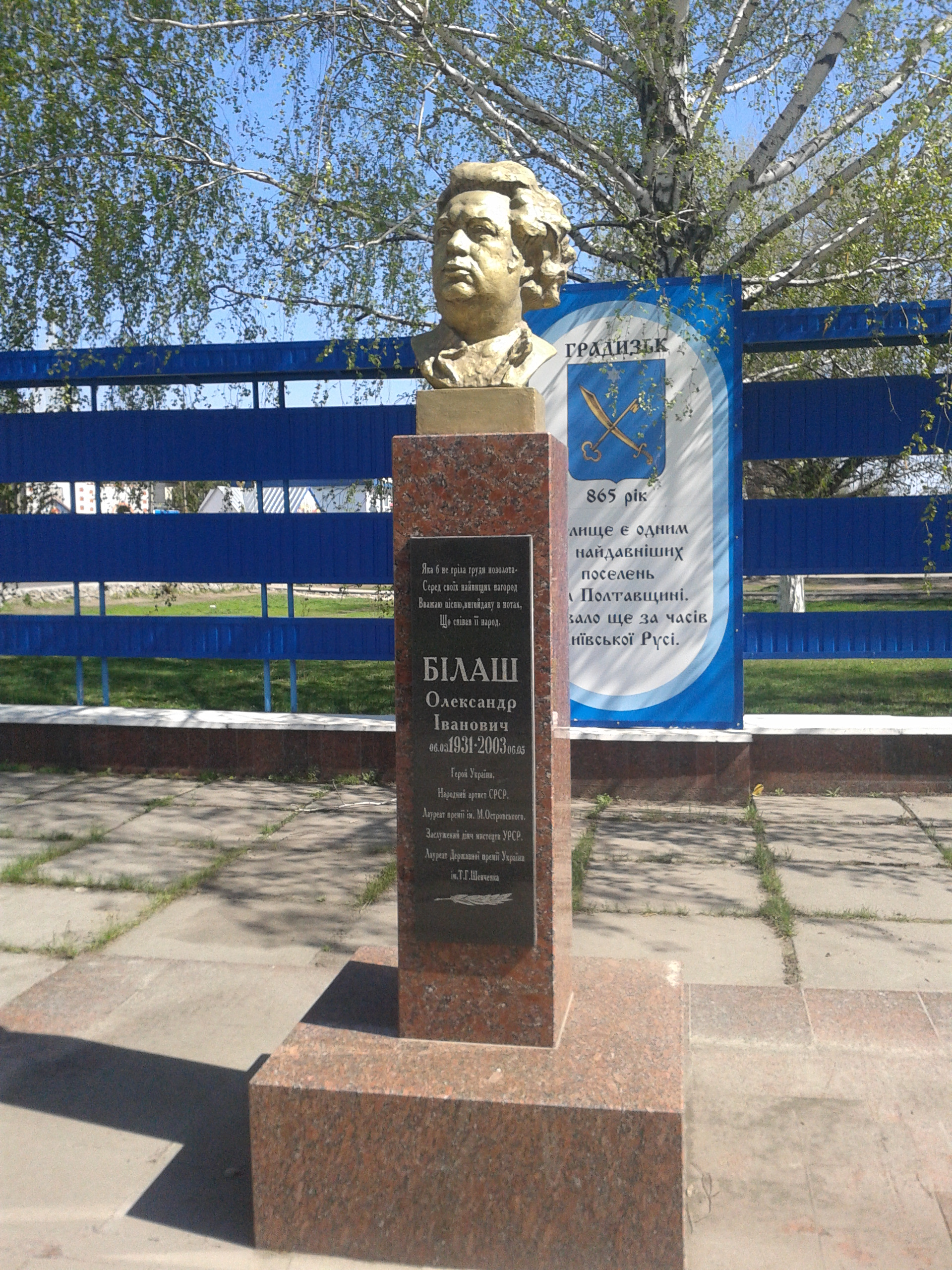
Denkmal zu Ehren des Komponisten Oleksandr Bilasch in Hradysk

Oleksandr Iwanowytsch Bilasch (* 6. März 1931 in Hradysk, Oblast Poltawa, Ukrainische SSR; † 6. Mai 2003 in Kiew) war ein ukrainischer Komponist und Dichter.

## Leben
Oleksandr Bilasch studierte von 1948 bis 1952 Akkordeon an der Musikschule W. S. Kossenko in Schytomyr.
Von 1950 bis 1961 war er Lehrer für Musiktheorie am Kiewer Pädagogischen Institut und absolvierte 1957 an der Musikakademie der Ukraine Peter Tschaikowski die Kompositionsklasse.
Zwischen 1976 und 1994 war er der Vorsitzende der Kiewer Niederlassung des Verbandes der Komponisten der Ukraine. Außerdem war er der erste Vorsitzende der Poltawa-Bruderschaft in Kiew.
Als Komponist widmete er sich sowohl der klassischen als auch der populären Musik. Bilasch verfasste und komponierte patriotische, lyrische und humorvolle Lieder, Balladen, Opern, Operetten sowie symphonische Werke.
Er starb in Kiew und wurde dort auf dem Baikowe-Friedhof beerdigt.

## Ehrungen
- 1968 Verdienter Künstler der Ukrainischen SSR[1]
- 1975 Taras-Schewtschenko-Nationalpreis[1]
- 1977 Volkskünstler der Ukrainischen SSR[1]
- 1990 Volkskünstler der UdSSR[1]
- 1981 Orden der Völkerfreundschaft[1]
- 1991 Orden des Roten Banners der Arbeit[1]
- 2001 Held der Ukraine[1]
- 2001 Ehrenbürger der Stadt Kiew[2]